# Beat Sutter
Beat Sutter (* 12. Dezember 1962 in Gelterkinden) ist ein ehemaliger Schweizer Fussball- und Nationalmannschafts-Spieler. Der gelernte Mechaniker wohnt heute in Zürich und arbeitet als Aussendienstmitarbeiter bei Swisslos.
Beat (genannt «Bitsch») Sutter wuchs in Gelterkinden auf und begann seine Fussballkarriere im Alter von acht Jahren beim FC Gelterkinden. Im Jahr 1976 erhielt er ein Aufgebot für die Junioren-Auswahlmannschaft der Region Nordwestschweiz und wurde Schweizermeister der Regional-Auswahlen. Er avancierte zum Juniorennationalspieler. Bereits im Alter von 17 Jahren war er Schlüsselfigur und schoss viele Tore, als die erste Mannschaft des FC Gelterkinden 3. Liga Regionalmeister wurde (1980).
Der FC Basel warb Sutter im Frühjahr 1981 an und unter Trainer Benthaus wurde er schnell zum Stammspieler. 1982 erreichte der FCB den Cupfinal gegen den FC Sion. In der Schlussviertelstunde trat Sion einen Freistoss. Mit einem gezielten Faustschlag streckte der Sion-Spieler Alain-Emile Balet den Basler «Bitsch» Sutter nieder und schoss dann ein Tor. Zitat Sutter: «Den Faustschlag hatte ich hart gespürt, Balet hat gut getroffen. Ich war ein Weilchen lang bewusstlos und hatte im ersten Moment nicht mitbekommen, dass das Tor gefallen ist.»
In Basel spielte Sutter bis 1986 und wechselte dann zu Neuchâtel Xamax. Bei Xamax hatte er grossen Erfolg und wurde 1987 und 1988 zweimal Schweizer Meister. Dies blieben die einzigen Titel in seiner Fussballkarriere. Schweizer Cupsieger wurde Sutter nie. Er kam immerhin zweimal ins Finale (Niederlagen mit Basel gegen Sion und mit Xamax 1:2 gegen Grasshopper Club Zürich 1990).
1994 wechselte er zur Yverdon-Sport FC in die Nationalliga B und 1995 zum FC St. Gallen. Zum Karriereende kehrte er 1996 wieder zurück nach Yverdon.
Sein erstes Nationalmannschaftsspiel bestritt er im September 1983 in Neuenburg gegen die Tschechoslowakei. In seinem dritten Einsatz für die Nationalmannschaft schoss er sein erstes Länderspieltor (gegen Jugoslawien).

## Titel und Erfolge
Gelterkinden
- Aufstieg 3. Liga/2. Liga: 1980

Basel
- Schweizer Cupfinalist: 1982

Neuchâtel Xamax
- Schweizer Meister: 1987, 1988
- Schweizer Cupfinalist: 1990